# Sabine Busch
Sabine Busch-Ascui, nemška atletinja, * 21. november 1962, Erfurt, Vzhodna Nemčija.
Nastopila je na poletnih olimpijskih igrah leta 1988 ter osvojila bronasto medaljo v štafeti 4x400 m in četrto mesto v teku na 400 m z ovirami. Na svetovnih prvenstvih je osvojila dva naslova prvakinje v štafeti 4x400 m in enega v teku na 400 m z ovirami, na svetovnih dvoranskih prvenstvih naslov prvakinje v teku na 400 m leta 1987, na evropskih prvenstvih zaporedna naslova prvakinje v štafeti 4x400 in srebrno medaljo v teku na 400 m z ovirami, na evropskih dvoranskih prvenstvih pa zaporedna naslova prvakinje v teku na 400 m. 22. septembra 1985 je postavila nov svetovni rekord v teku na 400 m z ovirami s časom 53,55 s, veljal je eno leto. Dvakrat je z vzhodnonemško štafeto postavila svetovni rekord v štafeti 4 x 400 m, v letih 1982 in 1984. 